# NGC 608
NGC 608 ist eine Galaxie vom Hubble-Typ S im Sternbild Dreieck am Nordsternhimmel. Sie ist schätzungsweise 234 Millionen Lichtjahre von der Milchstraße entfernt und hat einen Durchmesser von etwa 130.000 Lichtjahren. 
Im selben Himmelsareal befinden sich u. a. die Galaxien NGC 579, NGC 582, NGC 614, IC 1718.
Das Objekt wurde am 22. November 1827 vom britischen Astronomen John Herschel entdeckt.